# Tephrosia perriniana
Tephrosia perriniana är en ärtväxtart som beskrevs av Dc.. Tephrosia perriniana ingår i släktet Tephrosia och familjen ärtväxter. Inga underarter finns listade i Catalogue of Life.